# Martin Jean
Martin David Jean (1960) è un organista e docente statunitense considerato tra i "ranghi più alti degli organisti concertisti mondiali".
Attualmente insegna organo alla Yale School of Music, insieme a Thomas Murray ed è il direttore dello Yale Institute of Sacred Music. È inoltre membro del Consiglio di amministrazione del Lutheran Music Program,  l'organizzazione madre della Lutheran Summer Music Academy e Festival. Ha conquistato la fama mondiale dopo aver vinto le principali competizioni organistiche di Chartres e NYACOP.

## Biografia
Ha conseguito il suo DMA (Doctor of Musical Arts) presso l'Università del Michigan, dove ha studiato con Robert Glasgow. Precedentemente è stato professore associato e organista universitario presso l'Università di Valparaiso, dove ha anche diretto l'Università Kantorei. Tra i suoi numerosi premi e riconoscimenti figurano il primo posto al Grand Prix de Chartres internazionale nel 1986 e il primo premio nel 1992 in Esecuzione organistica al Concorso Nazionale per Giovani Artisti, tenuto dall'American Guild of Organists. È noto per il suo interesse per una vasta gamma di musica per organo. Ha registrato opere di Tournemire e Vierne. Inoltre, negli ultimi quindici anni, ha acquisito una notevole esperienza nel campo della musica antica e della pratica esecutiva, prendendo un anno sabbatico nel 1999 per studiare con Harald Vogel nel nord della Germania. Il suo interesse per la musica antica è stata la forza trainante dell'installazione del notevole organo a temperamento mesotonico nella Marquand Chapel della Università Yale, costruito e installato da Taylor e Boody nell'estate del 2007.

## Discografia
- Le sinfonie d'organo complete di Louis Vierne. Martin Jean sul Newberry Memorial Organ, Woolsey Hall, Università Yale.[3]
- "Le sette ultime parole di Cristo" di Tournemire. Martin Jean sul Newberry Memorial Organ, Woolsey Hall, Università Yale.[4]
- The Reddel Memorial Organ presso l'Università di Valparaiso. Martin Jean, organista.[5]
- Praise Parisienne. Il Coro Nazionale Luterano; David Cherwien, direttore; Martin Jean, organo.[6]